# 園遊會

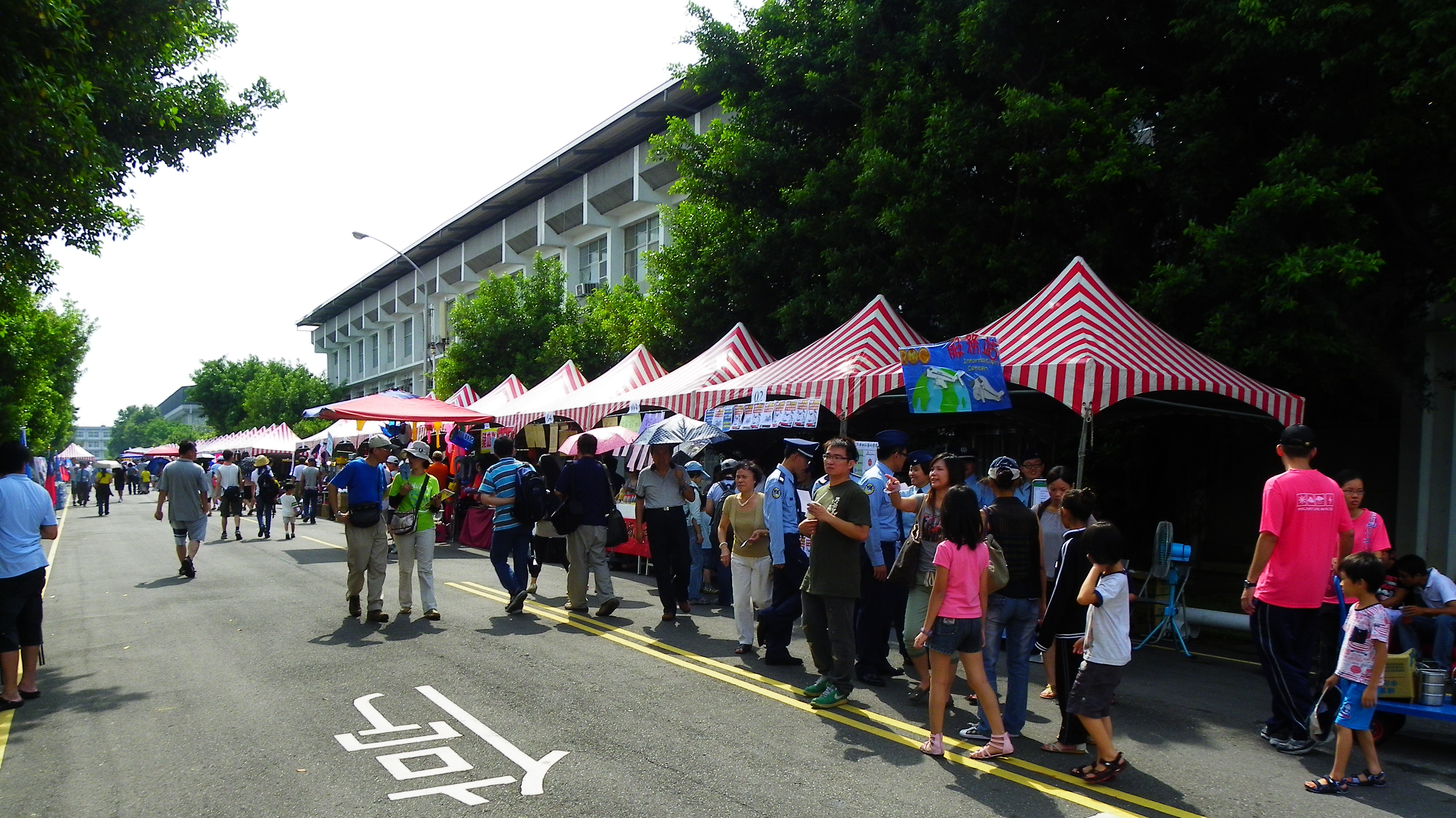
園遊會

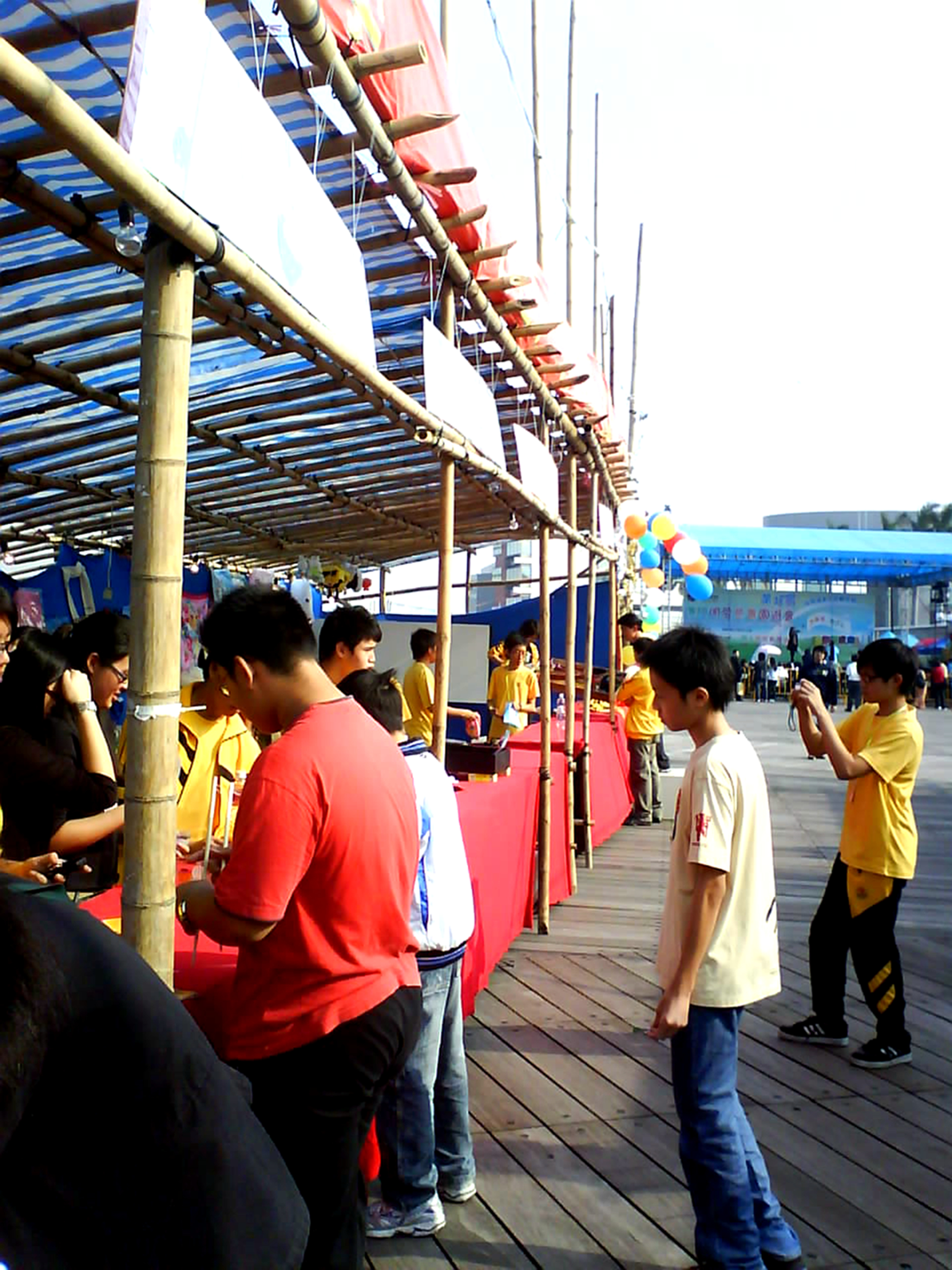
澳門明愛慈善園遊會

園遊會是一種戶外活動型態，臨時性的營區中以攤位的方式販售各種餐飲或遊戲，遊客在其中穿梭遊玩，通常見於學校校慶、遊樂區特殊活動等場合。